# ميلبينسي
ميلبينسي (باليابانية: 株式会社ミルパンセ، بالروماجي:  Kabushiki-gaisha Mirupanse) (بالإنجليزية: Millepensee)‏ هو استوديو رسوم متحركة ياباني، تأسس في عام 2013، ويقع مقره في مدينة نيشيطوكيو. في 10 فبراير 2020 ، أُعلن ميلبينسي أنه قد شكلت شراكة مع سانزيغين لتشكيل استوديو الرسوم المتحركة 3DCG IXIXI.

## التأسيس
تم تأسيس الاستوديو في عام 2013 من قبل شافت / غايناكس المنتج ناوكو شيرايشي. منذ ذلك الحين تم توجيه جميع أعمال ميلبينسي من قبل - مخرج ومنتج مادهاوس سابقًا شين إتاجاكي (باستثناء أفلام "Wake Up Girls!").

## أعمال الاستوديو

### مسلسلات أنمي تلفزيونية
| العنوان                                      | مخرج        | تارخ العرض    | تاريخ الانتهاء | عدد الحلقات | المراجع     |
| -------------------------------------------- | ----------- | ------------- | -------------- | ----------- | ----------- |
| Takamiya Nasuno Desu!                        | شين إتاغاكي | 6 أبريل 2015  | 22 يونيو 2015  | 12          | [ 3 ]       |
| تيكيو                                        | شين إتاغاكي | 6 أبريل 2015  | 27 سبتمبر 2017 | 72          | [ 3 ]       |
| Usakame                                      | شين إتاغاكي | 11 أبريل 2016 | 27 يونيو 2016  | 12          | [ 4 ]       |
| بيرسيرك                                      | شين إتاغاكي | 1 يوليو 2016  | 23 يونيو 2017  | 24          | [ 5 ] [ 6 ] |
| Wake Up, Girls!\|Wake Up, Girls! New Chapter | شين إتاغاكي | 9 أكتوبر 2017 | 7 يناير 2018   | 13          | [ 7 ]       |
| كوب كرافت                                    | شين إتاغاكي | 8 يوليو 2019  | 30 سبتمبر 2019 | 12          | [ 8 ]       |
| حسنا انا عنكبوت، ماذا في ذلك؟                | شين إتاغاكي | 8 يناير 2021  | سيُعلن لاحقاً    | سيُعلن لاحقاً | [ 9 ]       |

### أوفا / أونا
| العنوان               | مخرج        | تاريخ العرض                  | عدد الحلقات | المراجع |
| --------------------- | ----------- | ---------------------------- | ----------- | ------- |
| Takamiya Nasuno Desu! | شين إتاغاكي | 28 اغسطس 2015                | 1           |         |
| تيكيو                 | شين إتاغاكي | 28 اغسطس 2015 – 17 مارس 2017 | 11          |         |

### الأفلام
| العنوان                                            | مخرج            | تاريخ العرض    | المراجع |
| -------------------------------------------------- | --------------- | -------------- | ------- |
| Wake Up, Girls!\|Wake Up, Girls! Seishun no Kage   | يوتاكا ياماموتو | 25 سبتمبر 2015 | [ 10 ]  |
| Wake Up, Girls!\|Wake Up, Girls! Beyond the Bottom | يوتاكا ياماموتو | 11 ديسمبر 2015 | [ 10 ]  |

## وصلات خارجية
- الموقع الرسمي باللغة اليابانية
- ميلبينسي على موقع IMDb (الإنجليزية)